# Wolica (Urmań)
Wolica  (ukr. Волиця) – dawna wieś, obecnie zachodnia część wsi Urmań na Ukrainie w rejonie tarnopolskim (do 2020 brzeżańskim) należącym do obwodu tarnopolskiego.
Stanowi geograficznie odrębną jednostkę osadniczą względem Urmania, położoną na lewym brzegu Złotej Lipy, przez co historycznie była powiązana administracyjnie z bardziej odległym Plichowem, jednak położonym po tej samej stronie rzeki.

## Historia
Wolica to wieś, stanowiąca w XIX wieku gminę jednostkową w Bezirk Brzeżan, liczącą w 1854 roku 128 mieszkańców; od 1867 w powiecie brzeżańskim. Następnie połączona z Plichowem w jedną gminę.
W II Rzeczypospolitej w powiecie brzeżańskim województwa tarnopolskiego, w 1934 utworzyła gromadę w zbiorowej gminie Buszcze. Po wojnie w ZSRR, gdzie stała się częścią Urmania.